# Neosodon
Neosodon là một chi khủng long, được de la Moussaye mô tả khoa học năm 1885.